# ホテイ堂
有限会社ホテイ堂（ホテイどう）は、かつて鳥取県倉吉市にあった商業施設。

## 歴史・概要
1927年（昭和2年）2月26日に倉吉市湊町で創業し、第2次世界大戦前は菓子の製造・卸を営んでいた。
しかし、夫が戦死したため、1945年（昭和20年）11月に鵜沼芳枝が倉吉市魚町で洋品雑貨の小売店として営業を再開した。
1956年（昭和31年）12月21日に有限会社ホテイ堂を設立して法人化し、鵜沼芳枝が代表取締役に就任した。
1961年（昭和36年）には魚町店でセルフサービスを採用してスーパーマーケットを開業した。
1967年（昭和42年）10月15日には後の堺町本館を開店し、本店を移転した。
当社などが中心となって地元商業者のみで設立した「倉吉ショッピングセンター株式会社」が、デベロッパーとして開発したパープルタウンを1981年（昭和56年）11月28日に開業させ、当社も核店舗の一つとして出店した。
1991年（平成3年）には売上高約51億1000万円を上げたが、その後はバブル崩壊の影響で伸び悩むようになった。
倉吉市郊外の河北地区や鳥取・米子両市への大型小売店の進出による衰退の影響で、中心市街地に最後まで存在した老舗の大型店舗となっていた。
しかし、堺町本店の店舗の不動産の抵当権者から競売を申し立てられたことから、2008年（平成20年）11月5日に負債総額約27億円を抱えて、鳥取地方裁判所に破産手続開始の申立てを行って事業停止した。
これにより、80年の歴史に幕を閉じた。

## 沿革
- 1927年（昭和2年）2月26日[3] - 倉吉市湊町で菓子の製造・卸として創業[2]。
- 1945年（昭和20年）11月 - 鵜沼芳枝が倉吉市魚町で洋品雑貨の小売店として営業を再開[1]。
- 1956年（昭和31年）12月21日 - 有限会社ホテイ堂を設立して法人化[1]。
- 1961年（昭和36年） - 魚町店でセルフサービスを採用してスーパーマーケットを開業[4]。
- 1964年（昭和39年） - 県立厚生病院売店開店。[要出典]
- 1967年（昭和42年）10月15日 - 堺町本館開店[5][6]。
- 1969年（昭和44年）12月 - 別館開店[6]。
- 1971年（昭和46年） - 鳥取女子短大売店開店。[要出典]
- 1974年（昭和49年） - 倉吉市役所売店開店。[要出典]
- 1979年（昭和54年）5月5日 - 新店開店[6]。
- 1981年（昭和56年）11月28日 - パープルタウン店出店[7]。
- 1985年（昭和60年）12月12日 - ターミナル店開店[9]。
- 1986年（昭和61年） - 堺町本店新装オープン。[要出典]
- 1987年（昭和62年） - ぎゃらりぃ布袋堂オープン。[要出典]
- 1993年（平成5年） - 東伯町（現・琴浦町）にアプト店開店[2]。
- 2008年（平成20年）11月5日 - 鳥取地方裁判所に破産手続開始を申立て事業停止[2]。負債額27億円[2]。

## 店舗
現在は全店閉店。
- 魚町店（倉吉市魚町2535[4][10]、1961年（昭和36年）開店[4]）

店舗面積約429m2 → 約858m2
- 堺町本店（倉吉市堺町244[5]、1967年（昭和42年）10月15日開店[6]）

延べ床面積990m2、店舗面積約759m2 → 約1,482m2。駐車台数約20台。
- 別館・ぎゃらりい布袋堂（1969年（昭和44年）12月開店[6]）

店舗面積約747m2。駐車台数約16台。
- 新店（1979年（昭和54年）5月5日開店[6]）

店舗面積約622m2。駐車台数約15台。
- ターミナル店（倉吉市堺町2-253-1[11]、1985年（昭和60年）12月12日開店[9]）

鉄筋コンクリート造地上3階塔屋1階建て・延べ床面積6,038m2、店舗面積約3,990m2（直営店舗面積約3,990m2）。駐車台数約50台。
- パープルタウン店（倉吉市山根557-1[12]、1981年（昭和56年）11月28日開店[7]）

延べ床面積17,862m2 → 20,635m2、店舗面積約9,922m2 → 11,377m2（ホテイ堂店舗面積約4,929m2）。駐車台数約1000台。
上井地区と倉吉市街地を結ぶ幹線道路の鳥取駅前通り沿いに出店していた。
- 東伯アプト店（東伯郡東伯町字八幡369[16]、1993年（平成5年）開店[2]）
- 市役所売店[要出典]
- 鳥取女子短大売店[要出典]
- 厚生病院売店[要出典]

## 建物の利用
別館布袋堂はデイケア施設に改修された。
本館は2010年に市内に本社を置きホームセンターを展開する株式会社いないが競売で所得。本社の新社屋として使用する予定であったが実現しなかった。市長の石田耕太郎は建物を市役所の第二庁舎として活用したい考えを表明、所有者との交渉により無償譲渡を申し入れがあったことを市議会本会議で明らかにし、2017年12月13日に倉吉市役所にて倉吉市への譲渡式が行われた。

## 周辺
- 山陰合同銀行倉吉支店（倉吉市堺町2-252-22[20]） - 隣接していたが、2007年に昭和町1丁目に移転。
- 大岳院
- 倉吉市立東中学校
- 打吹玉川

### 大型店舗
- ファミリーデパートたからや（倉吉市大正町1070[10]、1967年（昭和42年）10月2日開店[21]）

延べ床面積1,800m2、店舗面積約1,440m2
- ジョイニー倉吉（たからや）（倉吉市宮川町[22]、1975年（昭和50年）5月開店[22] - 2001年（平成13年）閉店）[要出典]

売場面積5,418m2。
シビックセンターたからやとして活用されたのち、老朽化・アスベストの問題で、解体。
- ダイエー倉吉サンピア店（倉吉市大正町2-61[26]、1983年（昭和58年）9月2日開店[9] - 2005年（平成17年）10月31日[27]）

延べ床面積24,287m2、店舗面積約9,336m2（直営店舗面積約3,638m2）。駐車台数約430台。
西倉吉地区に出店していた。
現スーパーマルワ倉吉店。